# منتخب موزمبيق تحت 20 سنة لكرة القدم
منتخب موزمبيق تحت 20 سنة لكرة القدم هو ممثل موزمبيق الرسمي في المنافسات الدولية في كرة القدم في فئة كرة قدم تحت 20 سنة للرجال
، يديريه اتحاد موزمبيق لكرة القدم.